# Temporada do Sport Lisboa e Benfica de 2018–19
A temporada 2017–2018 é a 115ª temporada desde a existência e a 85ª consecutiva na Primeira Liga.
O Sport Lisboa e Benfica, na temporada 2018–2019, participa em quatro competições: Primeira Liga, Taça de Portugal, Taça da Liga e Liga dos Campeões.

## Primeira Liga

### 1ª Jornada
| 10 de Agosto de 2018 | Benfica          | 3 – 2  | Vitória de Guimarães                  | Lisboa                                                         |  |
| 20:30                | Pizzi 9' 30' 38' | Report | André André 75' · Guillermo Celis 81' | Estádio: Estádio da Luz Público: 55 219 Árbitro: João Pinheiro |  |

| 18 de Agosto de 2018 | Boavista | 0 – 2  | Benfica                          | Porto                                                          |  |
| 19:00                |          | Report | Facundo Ferreyra 35' · Pizzi 62' | Estádio: Estádio do Bessa Público: 15 189 Árbitro: Manuel Mota |  |

| 25 de Agosto de 2018 | Benfica        | 1 – 1  | Sporting        | Lisboa                                                        |  |
| 19:00                | João Félix 86' | Report | Nani 64' (pen.) | Estádio: Estádio da Luz Público: 60 486 Árbitro: Luís Godinho |  |

| 2 de Setembro de 2018 | Nacional | 0 – 4  | Benfica                                                                              | Funchal                                                             |  |
| 18:30                 |          | Report | Haris Seferović 28' · Eduardo Salvio 45' · Alejandro Grimaldo 76' · Rafa Silva 90+3' | Estádio: Estádio da Madeira Público: 4 793 Árbitro: Fábio Veríssimo |  |

| 23 de Setembro de 2018 | Benfica                           | 2 – 0  | Aves | Lisboa                                                     |  |
| 18:30                  | João Félix 34' · Franco Cervi 62' | Report |      | Estádio: Estádio da Luz Público: 53 606 Árbitro: Rui Costa |  |

| 27 de Setembro de 2018                        | Chaves              | 2 – 2  | Benfica           | Chaves                                                                   |  |
| *20:15 (Jogo começou às 21:15 devido à chuva) | Ghazaryan 75' 90+4' | Report | Rafa Silva 3' 84' | Estádio: Estádio Municipal de Chaves Público: 7 783 Árbitro: João Capela |  |

| 7 de Outubro de 2018 | Benfica             | 1 – 0  | Porto | Lisboa                                                           |  |
| 17:30                | Haris Seferović 62' | Report |       | Estádio: Estádio da Luz Público: 61 567 Árbitro: Fábio Veríssimo |  |

| 27 de Outubro de 2018 | Belenenses SAD                                    | 2 – 0  | Benfica | Oeiras                                                                        |  |
| 20:30                 | Eduardo Henrique 36' (pen.) · Alhassane Keita 42' | Report |         | Estádio: Estádio Nacional do Jamor Público: 10 635 Árbitro: Artur Soares Dias |  |

| 2 de Novembro de 2018 | Benfica  | 1 – 3  | Moreirense                               | Lisboa                                                        |  |
| 20:30                 | Jonas 2' | Report | Chiquinho 4' · Pedro Nuno 16' · Loum 36' | Estádio: Estádio da Luz Público: 47 216 Árbitro: Nuno Almeida |  |

| 11 de Novembro de 2018 | Tondela                      | 1 – 3  | Benfica                                         | Tondela                                                             |  |
| 17:30                  | Germán Conti 1' (Gol-contra) | Report | Jonas 9' · Haris Seferović 64' · Rafa Silva 75' | Estádio: Estádio João Cardoso Público: 4 755 Árbitro: João Pinheiro |  |

| 1 de Dezembro de 2018 | Benfica                                                                              | 4 – 0  | Feirense | Lisboa                                                     |  |
| 18:00                 | Jonas 49' · Bruno Nascimento 57' (Gol-contra) · Rafa Silva 68' · Haris Seferović 89' | Report |          | Estádio: Estádio da Luz Público: 44 547 Árbitro: Rui Costa |  |

| 8 de Dezembro de 2018 | Vitória de Setúbal | 0 – 1  | Benfica   | Setúbal                                                          |  |
| 20:30                 |                    | Report | Jonas 17' | Estádio: Estádio do Bonfim Público: 9 300 Árbitro: Carlos Xistra |  |

| 16 de Dezembro de 2018 | Marítimo | 0 – 1  | Benfica            | Funchal                                                              |  |
| 17:30                  |          | Report | Jonas 45+2' (pen.) | Estádio: Estádio dos Barreiros Público: 9 830 Árbitro: João Pinheiro |  |

| 23 de Dezembro de 2018 | Benfica                                                                                            | 6 – 2  | Braga                             | Lisboa                                                             |  |
| 17:30                  | Pizzi 19' · Jardel 40' · Alejandro Grimaldo 48' · Jonas 54' · Franco Cervi 63' · André Almeida 67' | Report | Dyego Sousa 51' · João Novais 74' | Estádio: Estádio da Luz Público: 57 842 Árbitro: Artur Soares Dias |  |

| 2 de Janeiro de 2019 | Portimonense                                          | 2 – 0  | Benfica | Portimão                                                                   |  |
| 20:15                | Rúben Dias 12' (Gol-contra) · Jardel 38' (Gol-contra) | Report |         | Estádio: Estádio Municipal de Portimão Público: 5 884 Árbitro: Manuel Mota |  |

| 6 de Janeiro de 2019 | Benfica                                      | 4 – 2  | Rio Ave                              | Lisboa                                                        |  |
| 17:30                | Haris Seferović 26' 70' · João Félix 31' 63' | Report | Gabrielzinho 16' · Bruno Moreira 19' | Estádio: Estádio da Luz Público: 49 281 Árbitro: Luís Godinho |  |

| 11 de Janeiro de 2019    | Santa Clara | 0 – 2  | Benfica                          | Ponta Delgada                                                       |  |
| 19:00 (18:00 Hora Local) |             | Report | Haris Seferović 22' · Jardel 48' | Estádio: Estádio de São Miguel Público: 10 000 Árbitro: João Capela |  |

| 18 de Janeiro de 2019 | Vitória de Guimarães | 0 – 1  | Benfica             | Guimarães                                                                   |  |
| 21:15                 |                      | Report | Haris Seferović 81' | Estádio: Estádio D. Afonso Henriques Público: 22 841 Árbitro: Tiago Martins |  |

| 29 de Janeiro de 2019 | Benfica                                                                      | 5 – 1  | Boavista    | Lisboa                                                     |  |
| 19:00                 | João Felix 9' · Pizzi 28' · Haris Seferović 54' 72' · Alejandro Grimaldo 86' | Report | Talocha 42' | Estádio: Estádio da Luz Público: 41 352 Árbitro: Rui Costa |  |

| 3 de Fevereiro de 2019 | Sporting                                  | 2 – 4  | Benfica                                                                  | Lisboa                                                                    |  |
| 17:30                  | Bruno Fernandes 43' · Bas Dost 89' (pen.) | Report | Haris Seferović 11' · João Félix 36' · Rúben Dias 46' · Pizzi 73' (pen.) | Estádio: Estádio José Alvalade Público: 45 503 Árbitro: Artur Soares Dias |  |

| 10 de Fevereiro de 2019 | Benfica | 10 – 0 | Nacional | Lisboa                                                        |  |
| 17:30                   | Alejandro Grimaldo 1' · Haris Seferović 21' 27' · João Félix 50' · Pizzi 54' (pen.) · Francisco Ferro 55' · Rúben Dias 64' · Jonas 84' 90' · Rafa Silva 87' | Report |          | Estádio: Estádio da Luz Público: 54 810 Árbitro: Nuno Almeida |  |

| 18 de Fevereiro de 2019 | Aves | 0 – 3  | Benfica                                         | Vila das Aves                                                                     |  |
| 20:15                   |      | Report | Haris Seferović 2' · Rafa Silva 36' · Ferro 59' | Estádio: Estádio do Clube Desportivo das Aves Público: 5 159 Árbitro: Hugo Miguel |  |

| 25 de Fevereiro de 2019 | Benfica                                                           | 4 – 0  | Chaves | Lisboa                                                       |  |
| 21:15                   | Rafa Silva 19' · João Félix 37' · Haris Seferović 44' · Jonas 89' | Report |        | Estádio: Estádio da Luz Público: 46 897 Árbitro: Manuel Mota |  |

### 33ª Jornada
| 12 de maio 2019 | Rio Ave                         | 2 – 3     | Benfica                                | Vila do Conde, Portugal                             |  |
| 20:00           | Tarantini 50' · Ronan David 84' | Relatório | Rafa 3' · João Félix 45+1' · Pizzi 56' | Estádio: Estádio dos Arcos Árbitro: POR Hugo Miguel |  |

| Rio Ave | Benfica |

### 34ª Jornada
| 18 de maio 2019 | Benfica                                             | 4 – 1     | Santa Clara | Lisboa, Portugal                                 |  |
| 18:30           | Haris Seferović 16' 56' · João Félix 23' · Rafa 39' | Relatório | César 59'   | Estádio: Estádio da Luz Árbitro: POR Hugo Miguel |  |

| Benfica | Santa Clara |

## Premiação
| Campeonato Português de Futebol |
| ------------------------------- |
| Benfica Campeão (37° título)    |